# كاثلين كينيون
كاثلين ماري كينون (بالإنجليزية: Kathleen Mary Kenyon)‏ بالأنكليزية: (Kathleen Kenyon)، متحصلة على لقب سيدة DBE Dame من البلاط الملكي، كانت قائدة علماء الآثار في الثقافة ما قبل الحجرية في منطقة الهلال الخصيب. مشهورة بسبب اكتشافاتها الأثرية في تل السلطان في أريحا في خمسينيات القرن العشرين بخاصة جمجمة أريحا، وتعتبر أكثر عالمات الآثار تأثيرا في القرن العشرين.
كان أبوها رجل دين ومدير المتحف البريطاني. ولدت في بلومسبيري، لندن، في بيت ملاصق للمتحف البريطاني. نالت إستثناء لقراءة التاريخ في كلية سومرفيلد بجامعة أوكسفورد. بينما هي هذه الجامعة تحصلت على الوسام الأزرق لتصبح أول رئيسة أنثى لجمعية جامعة أوكسفورد للآثار. تخرجت سنة 1929 لتبدأ رحلة عملها في علم الآثار.
نالت شهرتها الاساسية في علم الاثار من اكتشافاتها الاثرية في اريحا في خمسينيات القرن العشرين. تقاعدت سنة 1973 ونالت لقب DBE الملكي البريطاني. كاثلين لم تتزوج أبدا.

## من أعمالها
- 1952، "Early Jericho"
- 1957، "Digging Up Jericho"
- 1960، "Excavations at Jericho"
- 1960، "Excavations in Jerusalem"
- 1971، "Royal Cities of the Old Testament"
- 1978، "The Bible and recent archaeology"

## في العربية
- 1972، الآثار في الأراضي المقدسة، ترجمة المؤرخ وباحث الآثار الأردني محمود سليمان العابدي (1907-1978)

## روابط خارجية
- كاثلين كينيون على موقع الموسوعة البريطانية (الإنجليزية)